# Distance de Wasserstein
Pour les articles homonymes, voir EMD.
En mathématiques et plus particulièrement en théorie des probabilités et en statistique, la distance de Wasserstein (ou distance de Kantorovitch, ou distance de Kantorovitch – Rubinstein) est une distance définie entre des mesures de probabilité sur un espace polonais. La plupart des publications en français adoptent l'orthographe allemande Wasserstein pour ce nom russe d'origine allemande.
Liée au problème du transport optimal, plus précisément au  travail minimal à fournir pour modifier un tas de terre en un autre, la distance de Wasserstein est parfois appelée distance du cantonnier ou encore distance du terrassier, en anglais : Earth Mover's Distance (EMD). Dans cette métaphore, chaque vecteur est vu comme un tas de terre et la distance reflète un travail : le poids de la terre déplacée multiplié par la distance parcourue. En informatique, cette distance est très utilisée pour la comparaison d'images, notamment dans la recherche d'image par le contenu et dans la reconnaissance de formes.
L'appellation de distance de Wasserstein est due à Roland Dobrouchine en 1970, sa définition ayant été trouvée dans des travaux datant de 1969 du mathématicien russe Léonid Wasserstein (ou Vaseršteĭn). Mais cette distance avait déjà été définie par Léonid Kantorovitch dans son célèbre rapport de 1939 intitulé Méthodes mathématiques pour l'organisation et la planification de la production (en russe : Математические методы организации и планирования производства). Ce rapport avait été présenté et discuté lors d'une réunion de la section de mathématiques et de mécaniques de l'université de Léningrad la même année. Les méthodes en question établissent un cadre formel pour la planification optimale du transport des marchandises et des matériaux. Certains chercheurs encouragent donc plutôt l'utilisation du terme de distance de Kantorovitch.

## Définition
Définition (distance de Wasserstein) — Soit {\displaystyle ({\mathcal {X}},d)} un espace polonais muni de sa tribu borélienne. Soit {\displaystyle p\in \left[0,+\infty \right[} et {\displaystyle \mu ,\nu } deux mesures de probabilités sur {\displaystyle {\mathcal {X}}}. La distance de Wassertein d'ordre {\displaystyle p} entre {\displaystyle \mu } et {\displaystyle \nu } est
où {\displaystyle \Pi (\mu ,\nu )} désigne l'ensemble des mesures de probabilités sur {\displaystyle {\mathcal {X}}\times {\mathcal {X}}} dont les lois marginales  sont {\displaystyle \mu } et {\displaystyle \nu }.
De manière équivalente, la distance de Wasserstein peut se définir de la manière suivante :
{\displaystyle W_{p}(\mu ,\nu )=\inf \left\{\left(\mathbb {E} \left[d(X,Y)^{p}\right]\right)^{1/p}\,;\,\mathbb {P} _{X}=\mu {\text{ et }}\mathbb {P} _{Y}=\nu \right\}}
où l'infimum est pris sur l'ensemble des couples de variables aléatoires (X, Y) tels que la loi de X est μ et la loi de Y est ν.
La distance de Wasserstein vérifie tous les axiomes d'une distance (symétrie, séparation et inégalité triangulaire) cependant elle peut prendre la valeur infinie. Il est donc courant de restreindre la distance de Wasserstein sur un ensemble où elle prend des valeurs finies.
Définition (espace de Wasserstein) — L'espace de Wasserstein d'ordre {\displaystyle p} associé à {\displaystyle {\mathcal {X}}} est défini comme suit
où {\displaystyle x_{0}\in {\mathcal {X}}} est arbitraire.
La définition de {\displaystyle {\mathcal {P}}_{p}({\mathcal {X}})} ne dépend pas du choix de {\displaystyle x_{0}}. La distance de Wasserstein restreinte à cet espace est finie dans le sens où pour toutes {\displaystyle \mu ,\nu \in {\mathcal {P}}_{p}({\mathcal {X}}),\,W_{p}(\mu ,\nu )<+\infty }.

## Intuition et lien avec le transport optimal

Deux lois unidimensionnelles et, tracées sur les axes x et y, et une loi jointe possible qui définit un plan de transport entre elles. La loi jointe n'est pas unique.

La distance de Wasserstein est liée au problème du transport optimal. Le problème consiste à transformer une mesure finie {\displaystyle \mu } sur un espace {\displaystyle {\mathcal {X}}} en une autre mesure finie {\displaystyle \nu } sur le même espace. Il est fréquent et commode de visualiser les lois {\displaystyle \mu } et {\displaystyle \nu } comme deux tas de terre (problème de Monge dans son Mémoire sur les déblais et les remblais). Le but est alors de transformer le tas de terre {\displaystyle \mu } en un tas de terre {\displaystyle \nu }. Il faudra pour cela creuser par endroits et éventuellement boucher des trous avec la terre ainsi collectée. En raison de cette analogie, la distance de Wasserstein est parfois appelée, surtout en informatique, distance du cantonnier ou encore distance du terrassier (Earth Mover's Distance en anglais). Ce déplacement de terre doit se faire, idéalement, de manière optimale, c'est-à-dire en déplaçant le moins de terre possible. En informatique, le problème se ramène généralement à une distribution discrète.
Ce problème n'a de sens que si la pile à créer {\displaystyle \nu } a la même masse que la pile à déplacer {\displaystyle \mu }. Il faut donc que {\displaystyle \mu } et {\displaystyle \nu } aient la même masse totale. Habituellement on suppose que ces mesures ont une masse totale de 1, ce qui revient à dire que ce sont des mesures de probabilité. Le cas général de mesures finies quelconques s'en déduit alors aisément.
Il reste à préciser ce que le terme « optimal » signifie exactement. Supposons que l'on ait accès à une fonction de coût
{\displaystyle c(x,y)\mapsto [0,\infty )}
qui donne le coût nécessaire au transport d'une unité de masse depuis le point {\displaystyle x} jusqu'au point {\displaystyle y}. Un plan de transport pour transformer {\displaystyle \mu } en {\displaystyle \nu } peut être décrit par une fonction {\displaystyle \pi (x,y)} qui donne la quantité de masse à déplacer de {\displaystyle x} vers {\displaystyle y}. Pour que ce plan soit significatif, il doit satisfaire les deux égalités suivantes
{\displaystyle {\begin{aligned}\int \pi (x,y)\,\mathrm {d} y=\mu (x)&\qquad {\text{(la quantité de terre déplacée du point }}x{\text{ doit valoir la quantité de terre initiale en ce point)}}\\\int \pi (x,y)\,\mathrm {d} x=\nu (y)&\qquad {\text{(la quantité de terre amenée au point }}y{\text{ doit valoir la quantité finale souhaitée de terre en ce point)}}\end{aligned}}}
C'est-à-dire que la masse totale déplacée d'un voisinage infinitésimal autour de {\displaystyle x} doit être égal à {\displaystyle \mu (x)\mathrm {d} x} et la masse totale amenée vers un voisinage infinitésimal autour de {\displaystyle y} doit être égal à {\displaystyle \nu (y)\mathrm {d} y}. Cela équivaut à exiger que {\displaystyle \pi } soit une loi de probabilité jointe avec des marginales {\displaystyle \mu } et {\displaystyle \nu }. Ainsi, la masse infinitésimale transportée de {\displaystyle x} à {\displaystyle y} est {\displaystyle \pi (x,y)\,\mathrm {d} x\,\mathrm {d} y}, et le coût de ce déplacement est {\displaystyle c(x,y)\pi (x,y)\,\mathrm {d} x\,\mathrm {d} y}. Par conséquent, le coût total d'un plan de transport {\displaystyle \pi } est
{\displaystyle \iint c(x,y)\pi (x,y)\,\mathrm {d} x\,\mathrm {d} y=\int c(x,y)\,\mathrm {d} \pi (x,y)}.
Le plan de transport {\displaystyle \pi } n'est pas unique. Le but est de trouver un plan de transport optimal, c'est-à-dire qui minimiserait le coût total donné par la formule ci-dessus. Cette discussion conduit donc naturellement à définir la quantité suivante
{\displaystyle C=\inf _{\pi \in \Pi (\mu ,\nu )}\int c(x,y)\,\mathrm {d} \pi (x,y)}
où {\displaystyle \Pi (\mu ,\nu )} est l'ensemble des lois jointes dont les marginales sont  {\displaystyle \mu } et {\displaystyle \nu }. Si la fonction de coût entre deux points est simplement la distance entre ceux-ci, alors le coût optimal est identique à la définition de la distance de Wasserstein de premier ordre {\displaystyle W_{1}}.

## Exemples

### Masses ponctuelles
Si {\displaystyle \mu _{1}=\delta _{a_{1}}} et {\displaystyle \mu _{2}=\delta _{a_{2}}} sont deux masses ponctuelles (c'est-à-dire des mesures de Dirac) situées aux points {\displaystyle a_{1}} et {\displaystyle a_{2}} dans {\displaystyle \mathbb {R} }. Il n'y a qu'un seul couplage possible de ces deux mesures, à savoir la masse ponctuelle {\displaystyle \delta _{(a_{1},a_{2})}} situé en {\displaystyle (a_{1},a_{2})\in \mathbb {R} ^{2}}. Ainsi, en utilisant la distance induite par la valeur absolue comme distance sur {\displaystyle \mathbb {R} }, pour tout {\displaystyle p\geq 1}, la distance de Wasserstein d'ordre p entre {\displaystyle \mu _{1}} et {\displaystyle \mu _{2}} est
{\displaystyle W_{p}(\mu _{1},\mu _{2})=|a_{1}-a_{2}|}.
De même si {\displaystyle \mu _{1}=\delta _{a_{1}}} et {\displaystyle \mu _{2}=\delta _{a_{2}}} sont des masses ponctuelles situées aux points {\displaystyle a_{1}} et {\displaystyle a_{2}} dans {\displaystyle \mathbb {R} ^{n}}, et si {\displaystyle \mathbb {R} ^{n}} est muni de la norme euclidienne, alors
{\displaystyle W_{p}(\mu _{1},\mu _{2})=\|a_{1}-a_{2}\|_{2}.}

### Lois normales
Soit {\displaystyle \mu _{1}={\mathcal {N}}(m_{1},C_{1})} et {\displaystyle \mu _{2}={\mathcal {N}}(m_{2},C_{2})} deux lois normales sur {\displaystyle \mathbb {R} ^{n}}, de moyennes respectives {\displaystyle m_{1}} et {\displaystyle m_{2}\in \mathbb {R} ^{n}} et de matrices de variance-covariance {\displaystyle C_{1}} et {\displaystyle C_{2}\in \mathbb {R} ^{n\times n}}. Alors, par rapport à la norme euclidienne usuelle sur {\displaystyle \mathbb {R} ^{n}}, la distance de Wasserstein d'ordre 2 entre {\displaystyle \mu _{1}} et {\displaystyle \mu _{2}} est
{\displaystyle W_{2}(\mu _{1},\mu _{2})^{2}=\|m_{1}-m_{2}\|_{2}^{2}+\operatorname {Tr} {\bigl (}C_{1}+C_{2}-2{\bigl (}C_{2}^{1/2}C_{1}C_{2}^{1/2}{\bigr )}^{1/2}{\bigr )}.}
où Tr désigne la trace d'une matrice.

## Applications
La distance de Wasserstein est un moyen naturel de comparer les lois de deux variables aléatoires X et Y, où une variable est dérivée de l'autre par de petites perturbations non uniformes (aléatoires ou déterministes).
En informatique par exemple, la distance W1 est largement utilisée pour comparer des lois discrètes, par exemple, les histogrammes de couleurs de deux images numériques afin de réaliser une recherche d'image par le contenu ou de façon plus générale, elle est utilisée dans la reconnaissance de motifs pour comparer des signatures de données.
Dans leur article Generative Adversarial Networks, Arjovsky et alii utilise la distance de Wasserstein d'ordre 1 dans le cadre de réseaux antagonistes génératifs.
La distance de Wasserstein a un lien avec l'analyse procustéenne, avec une application aux mesures de chiralité et à l'analyse de forme.

## Propriétés

### Structure métrique
La distance {\displaystyle W_{p}} satisfait tous les axiomes d'une distance sur {\displaystyle {\mathcal {P}}_{p}({\mathcal {X}})}. De plus, la convergence pour cette distance est équivalente à la convergence faible de mesures plus la convergence des premiers p ième moments.

### Représentation duale deW1
La représentation duale suivante de W1 est un cas particulier du théorème de dualité de Kantorovich et Rubinstein (1958) :
{\displaystyle W_{1}(\mu ,\nu )=\sup \left\{\int _{\mathcal {X}}f(x)\,\mathrm {d} (\mu -\nu )(x)\,;\,f:{\mathcal {X}}\to \mathbb {R} {\text{ continue et }}\operatorname {Lip} (f)\leq 1\right\}}
où Lip(f) désigne la constante de Lipschitz minimale de f.
Il existe une ressemblance avec la distance de Radon :
{\displaystyle \rho (\mu ,\nu ):=\sup \left\{\int _{\mathcal {X}}f(x)\,\mathrm {d} (\mu -\nu )(x)\,;\,f:{\mathcal {X}}\to [-1,1]{\text{ continue}}\right\}}
Si la distance d est bornée par une constante C, alors
{\displaystyle 2W_{1}(\mu ,\nu )\leq C\rho (\mu ,\nu )}
et ainsi la convergence pour la distance de Radon (identique à la convergence en variation totale lorsque {\displaystyle {\mathcal {X}}} est un espace polonais) implique la convergence pour la distance de Wasserstein, mais pas l'inverse.

### Équivalence entreW2et une norme de Sobolev d'ordre négatif
Sous des hypothèses appropriées, la distance de Wasserstein {\displaystyle W_{2}} d'ordre deux est Lipschitz équivalente à une norme de Sobolev homogène d'ordre négatif. Plus précisément, si {\displaystyle {\mathcal {X}}} est une variété riemannienne connexe munie d'une mesure positive {\displaystyle \pi }, alors on peut définir pour {\displaystyle f\,\colon {\mathcal {X}}\to \mathbb {R} } la semi-norme
{\displaystyle \|f\|_{{\dot {H}}^{1}(\pi )}^{2}=\int |\nabla f(x)|^{2}\,\mathrm {d} \pi }
et pour une mesure signée {\displaystyle \mu } sur {\displaystyle {\mathcal {X}}} la norme duale
{\displaystyle \|\mu \|_{{\dot {H}}^{-1}(\pi )}=\sup {\bigg \{}|\langle f,\mu \rangle |\,;\,\|f\|_{{\dot {H}}^{1}(\pi )}\leq 1{\bigg \}}.}
Alors deux mesures de probabilité {\displaystyle \mu } et {\displaystyle \nu } sur {\displaystyle {\mathcal {X}}} satisfont l'inegalité
{\displaystyle W_{2}(\mu ,\nu )\leq 2\|\mu -\nu \|_{{\dot {H}}^{-1}(\mu )}.}
Inversement, si {\displaystyle \mu } et {\displaystyle \nu } ont chacune des densités par rapport à la mesure de volume standard sur {\displaystyle {\mathcal {X}}} qui sont tous deux délimités au-dessus d'un certain {\displaystyle 0<C<\infty }, et si {\displaystyle {\mathcal {X}}} a une courbure de Ricci non négative, alors
{\displaystyle \|\mu -\nu \|_{{\dot {H}}^{-1}(\mu )}\leq {\sqrt {C}}\,W_{2}(\mu ,\nu ).}

### Séparabilité et complétude
Pour tout {\displaystyle p\geq 1}, l'espace métrique {\displaystyle ({\mathcal {P}}_{p}({\mathcal {X}}),W_{p})} est séparable, et est complet si {\displaystyle ({\mathcal {X}},d)} est séparable et complet.

## Voir également
- Distance de Lévy-Prokhorov
- Distance en variation totale (probabilités)
- Théorie du transport